# Hulpverleningszone Noord-Limburg

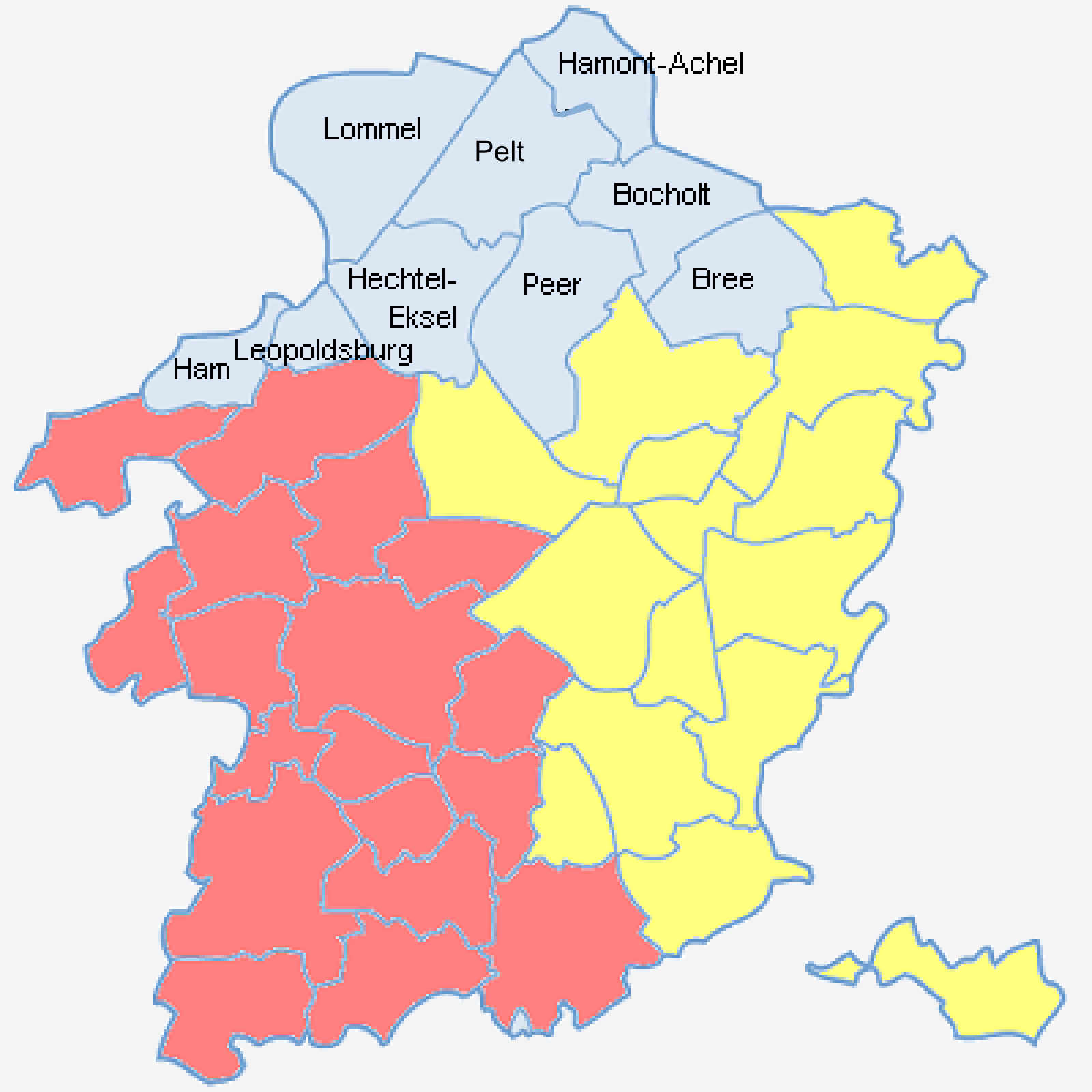
Kaart 9 gemeenten Hulpverleningszone Noord-Limburg

Hulpverleningszone Noord-Limburg is een van de 34 Belgische en een van de drie Limburgse hulpverleningszones. De zone verzorgt vanuit vier brandweerposten de brandweerzorg en het grootste deel van de ambulancehulpverlening in het noorden van de provincie Limburg (het noorderdeel van de Limburgse Kempen). Hulpverleningszone Noord-Limburg is opgericht op 1 januari 2015 en bestaat uit 4 brandweerposten: Bree, Leopoldsburg, Lommel en Pelt. In elke post is er tijdens de daguren een minimale beroepsbezetting om een goede dienstverlening te garanderen. Deze wordt aangevuld met vrijwilligers die zichzelf beschikbaar melden. De beroepsbezetting staat ook in voor het onderhoud van de voertuigen, de kazernes en de rest van de infrastructuur. Daarnaast is er het administratief personeel dat voornamelijk in post Lommel gehuisvest is. 

## Beschermingsgebied
Het beschermingsgebied van Hulpverleningszone Noord-Limburg beslaat ongeveer 660 km² en omvat 8 gemeenten die gezamenlijk een bevolking van ongeveer 180.000 inwoners vertegenwoordigen. Hulpverleningszone Noord-Limburg grenst tevens aan Brandweerzone Oost-Limburg, Hulpverleningszone Zuid-West Limburg, Brandweer Zone Kempen en aan Nederland. Tot 1 januari 2019 telde de zone 11 gemeenten. Sindsdien is Meeuwen-Gruitrode overgestapt naar Oost-Limburg en zijn Overpelt en Neerpelt gefuseerd tot Pelt. In 2025 stapte ook Ham uit de hulpverleningszone doordat het fuseerde met Tessenderlo. 
De hulpverleningszone beschermt 8 gemeenten in Noord-Limburg: 
| Gemeente      | Bevolkingsaantal (01/01/2024) | Oppervlakte (in km²) |
| ------------- | ----------------------------- | -------------------- |
| Bocholt       | 13.753                        | 59,29                |
| Bree          | 16.967                        | 64,99                |
| Hamont-Achel  | 14.507                        | 43,73                |
| Hechtel-Eksel | 12.965                        | 76,68                |
| Leopoldsburg  | 16.607                        | 22,59                |
| Lommel        | 34.913                        | 102,28               |
| Pelt          | 34.433                        | 83,78                |
| Peer          | 16.585                        | 87,24                |
| TOTAAL        | 160.730                       | 540,58               |